# Reyer Venezia Mestre 2010-2011
La Reyer Venezia Mestre 2010-2011, sponsorizzata  Umana, ha preso parte al campionato professionistico italiano di Legadue.
La Reyer arrivò seconda in campionato e fece i playoff promozione dove perse la finale contro il Casale Monferrato e vide sfumare per un soffio la promozione. Nonostante questo la società fece ricorso alla Legabasket in quanto il Basket Teramo, che militava in Serie A, aveva pagato la quota di partecipazione oltre i termini previsti dal regolamento. La Reyer vinse il ricorso e venne promossa in serie A.

## Roster
| Giocatori |
| --------- |

|    | Naz.                   | Ruolo | Sportivo                 | Anno | Alt. | Peso |  |
| -- | ---------------------- | ----- | ------------------------ | ---- | ---- | ---- |  |
| 5  | Bulgaria (bandiera)    | P     | Keydren Clark            | 1984 | 175  | 83   |  |
| 6  | Italia (bandiera)      | A     | Marco Allegretti         | 1981 | 204  | 102  |  |
| 7  | Italia (bandiera)      | A     | Alberto Causin           | 1976 | 199  | 96   |  |
| 8  | Italia (bandiera)      | A     | Marco Allegretti         | 1981 | 204  | 102  |  |
| 9  | Stati Uniti (bandiera) | A     | Tamar Slay               | 1980 | 203  | 102  |  |
| 10 | Italia (bandiera)      | C     | Christian Di Giuliomaria | 1979 | 210  | 108  |  |
| 11 | Italia (bandiera)      | P     | Guido Meini              | 1979 | 188  | 81   |  |
| 12 | Stati Uniti (bandiera) | GA    | Lance Harris             | 1984 | 190  | 95   |  |
| 13 | Stati Uniti (bandiera) | G     | Alvin Young              | 1975 | 190  | 85   |  |
| 15 | Italia (bandiera)      | C     | Luca Lechthaler          | 1986 | 206  | 102  |  |
| 17 | Italia (bandiera)      | GA    | Matteo Maestrello        | 1981 | 198  | 94   |  |
| 18 | Italia (bandiera)      | G     | Marco Ceron              | 1992 | 193  | 92   |  |
| 19 | Francia (bandiera)     | C     | Sylvere Bryan            | 1981 | 208  | 113  |  |

| Staff tecnico                   |
| ------------------------------- |
| Allenatore: Sandro Dell'Agnello |
| Assistente: Alberto Billio      |

Legaduebasket: Dettaglio statistico